# Гоник, Лидия Александровна
Ли́дия Алекса́ндровна Го́ник (9 мая 1936, ст. Половинка, Кизеловский район, Пермская область, РСФСР, СССР ― 6 июня 2020, Йошкар-Ола, Марий Эл, Россия) ― советский и российский педагог. Народный учитель Республики Марий Эл (2001). Заслуженный учитель школы Марийской АССР (1987).

## Биография
Родилась 9 мая 1936 года на ст. Половинка ныне Кизеловского района Пермской области.
В 1953 году приехала в Йошкар-Олу, окончила Красногорскую школу Звениговского района Марийской АССР. В 1955 году окончила Йошкар-Олинское педагогическое училище, в 1964 году ― Марийский педагогический институт им. Н. К. Крупской (заочно).
Практически на протяжении всей жизни проработала в средней школе № 11 г. Йошкар-Олы: в 1955―1961, 1975―2001 годах ― старшая пионервожатая, учитель, завуч начальных классов. В 1961―1975 годах была учителем начальных классов школы № 9 г. Йошкар-Олы. Её педагогический стаж составляет 46 лет.
В 1987 году она стала заслуженным учителем Марийской АССР. В 2001 году за многолетнюю и добросовестную педагогическую работу ей присвоено почётное звание «Народный учитель Республики Марий Эл».
Скончалась 6 июня 2020 года в Йошкар-Оле.

## Признание
- Народный учитель Республики Марий Эл (2001)[1][2][3]
- Заслуженный учитель школы Марийской АССР (1987)[1][2][3]
- Отличник народного просвещения РСФСР
- Отличник просвещения СССР